# Stanislav Seman
Stanislav Seman (* 8. August 1952 in Košice) ist ein ehemaliger slowakischer Fußballtorhüter und derzeitiger Fußballtrainer.

## Karriere
Seman begann im Alter von neun Jahren mit dem Fußballspielen bei Lokomotíva Košice. Von 1972 bis 1974 absolvierte der Torwart seinen Wehrdienst beim Armee-Sportverein Dukla Banská Bystrica und kehrte anschließend nach Košice zurück. In den Jahren 1977 und 1979 gewann er mit seiner Mannschaft den tschechoslowakischen Pokal. Mit 32 Jahren wechselte er ins Ausland und schloss sich dem zyprischen Verein Alki Larnaka an, bei dem der Torhüter bis 1987 spielte.
Außerdem nahm Seman an den Olympischen Spielen 1980 in Moskau teil. Nach einem 1:0-Sieg gegen die Fußballnationalmannschaft der DDR im Finale wurde die Mannschaft Olympiasieger.
Seman nahm ebenfalls an der Fußball-Europameisterschaft 1980 in Italien teil, wo er mit dem Team Dritter wurde. Darüber hinaus nahm Seman an der Fußball-Weltmeisterschaft 1982 in Spanien teil, wo die Tschechoslowakei hinter Frankreich und England in der ersten Gruppenphase nur Dritter wurde und damit ausschied.

## Erfolge
- Zweimal tschechoslowakischer Pokalsieger (1977, 1979)
- Olympiasieger 1980